# Права человека в Замбии
Права человека в Замбии закреплены в Конституции, однако в страновом отчете Государственного департамента США о соблюдении прав человека в Замбии за 2012 год отмечалось, что в целом ситуация с соблюдением прав человека правительством остается неудовлетворительной.

## Серьёзные нарушения
В страновом отчете о соблюдении прав человека в Замбии за 2012 год отмечены следующие серьёзные нарушения прав человека:
- злоупотребления со стороны органов безопасности, включая незаконные убийства, пытки и избиения;
- опасные для жизни условия содержания в тюрьмах;
- ограничения свободы слова, собраний и объединений; ограничение свободы СМИ (отмечается рост нетерпимости и преследований журналистов в 2016 году, а также приостановку работы радиостанции Itezhi-Tezhi и MuviTV).[2]
- произвольные аресты и длительное содержание под стражей до суда;
- произвольные вмешательства в частную жизнь;
- государственная коррупция;
- насилие и дискриминация в отношении женщин, жестокое обращение с детьми и торговля людьми;
- дискриминация лиц с инвалидностью и дискриминация по признаку сексуальной ориентации;
- ограничения трудовых прав, принудительный труд и детский труд; и
- что правительство в целом не предпринимало шагов для судебного преследования или наказания должностных лиц, допустивших злоупотребления, в результате чего безнаказанность остается проблемой;
- незаконные аресты и предъявление неправильных обвинений, например дело Hakainde Hichilema о государственной измене в 2017 году;
- национальное законодательство не предусматривает публичный доступ к правительственной информации;
- коррупция и непрозрачность власти;
- произвольные и незаконные вмешательства в частную жизнь, семью, дом или переписку.

## Свобода СМИ
Свобода слова и СМИ гарантируется в Замбии Конституцией, но на практике правительство часто ограничивает эти права. Сообщается, что многие журналисты практикуют самоцензуру, поскольку большинство государственных газет все же проходят предварительную проверку. Zambia National Broadcasting Corporation доминирует в вещательных СМИ, хотя несколько частных станций имеют возможность охватывать большую часть населения.
Правозащитная группа Freedom House, которая публикует ежегодные страновые отчеты о состоянии свободы СМИ, даже в 2016 году оценила прессу Замбии как «несвободную»
- Торговля людьми в Замбии
- Интернет-цензура и слежка в Замбии
- Права ЛГБТ в Замбии